# Ndokia angusta
Ndokia angusta är en insektsart som beskrevs av Irena Dworakowska 1994. Ndokia angusta ingår i släktet Ndokia och familjen dvärgstritar. Inga underarter finns listade i Catalogue of Life.